# Atzarí
Atzarí (Asarum europaeum) és una espècie de planta silvestre d'origen europeu dins la família aristoloquiàcia.
Té fulles en forma de ronyó amb grans pecíols de 10 cm d'amplada i una alçada total de 15 cm. Les flors són porpra, aplicades arran de terra. Viu a l'ombra dels boscos.
Havia estat usada per combatre els refredats. El calendari revolucionari francès li dedica el dia 6 del mes de ventôse amb el nom francès de Asaret.